# ستيفن هارفي (مهندس معماري)
ستيفن هارفي (بالإنجليزية: Stephen Harvey)‏ هو مهندس معماري أسترالي، (و. 1879  م).